# Xenosoma flavisedes
Xenosoma flavisedes là một loài bướm đêm thuộc phân họ Arctiinae, họ Erebidae.